# ベン・フランクス

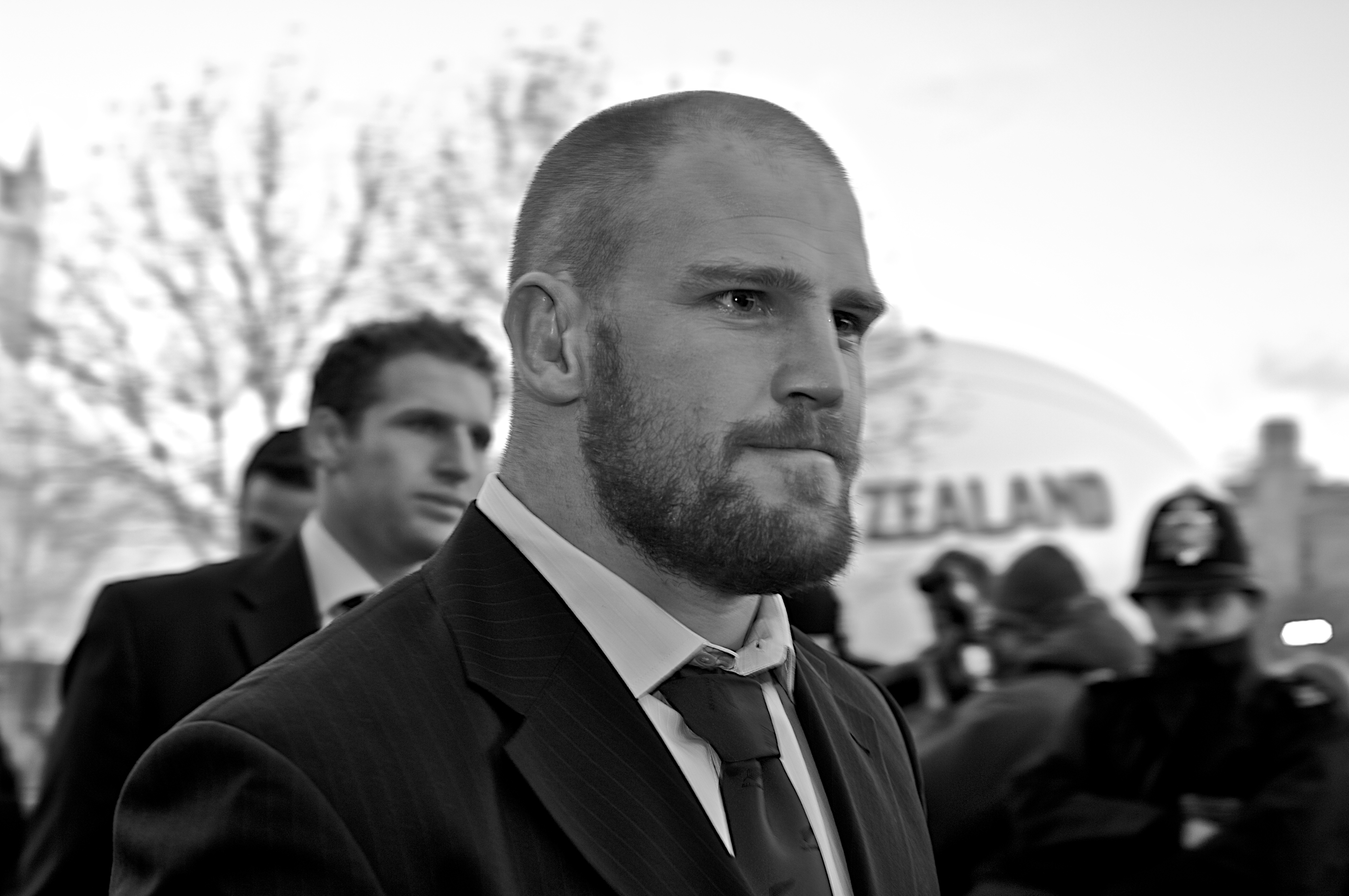
ベン・フランクス

ベン・フランクス（Ben Franks 1984年3月27日 - ）は、オーストラリア出身の元ラグビー選手、現ラグビー指導者。選手時代のポジションはプロップ(PR)。元ニュージーランド代表でキャップ数は47。
2023年現在は三菱重工相模原ダイナボアーズのアシスタントコーチを務めている。

## 人物
1984年3月27日、オーストラリア、メルボルンで生まれる。

身長183cm、体重112kg。

愛称は"Franksy"。

## キャリア
クライストチャーチ市のアラヌイハイスクール卒業、2005年、ニュージーランド州代表選手権エアニュージーランドカップ(現ITM CUP)のカンタベリー州代表チームに入り、オタゴ戦でデビュー。その後タズマンに移籍。
2006年、スーパー14(現スーパーラグビー)のクルセイダーズに入る。
2008年、オールブラックスに選出、香港、グランドスラムツアー(※イングランド、アイルランド、スコットランド、ウェールズと4試合を行うこと)に参加、ツアーの一環でのマンスター戦で代表デビュー。
ベンの弟オーウェン・フランクスもクルセイダーズ、オールブラックスでプレイしており、2010年のアイルランド戦、ウェールズ戦で兄弟揃っての出場は、ロビンとジンザンのブルック兄弟以来となる。
2012年、ハリケーンズに移籍。
2015年、ロンドン・アイリッシュに移籍。
2018年、ノーサンプトン・セインツに移籍。
2020年、現役を引退した。
2023年、三菱重工相模原ダイナボアーズのアシスタントコーチ（フォワードコーチ）に就任した。

## リンク
- Ben Franks Ultimate Rugby
- Ben Franks Rugby Union
- Crusaders profile
- All Blacks ID=1084